# Tindhólmur
Tindhólmur – niewielka niezamieszkana wysepka położona na południe od fiordu Sørvágsfjørður, na zachód od wyspy Vágar, należąca do archipelagu Wysp Owczych z pięcioma szczytami  Ytsti, Arni, Lítli, Breiði, Bogdi.
- powierzchnia: 6500 m²
- najwyższy punkt: 262 m.